# Théophile de Viau
Théophile de Viau (Clairac, perto de Agen em Lot-et-Garonne, França, 1590 - Paris, 25 de Setembro de 1626) foi um poeta e dramaturgo barroco francês.
Educado como huguenote, Théóphile de Viau participou nas guerras protestantes em Guyenne de 1615 a 1616, ao serviço do Conde de Candale. Foi perdoado depois de terminada a guerra e acabou por se tornar num brilhante poeta da corte real.
Théophile conheceu as ideias deEpicuro de Samos através do filósofo italiano Lucilio Vanini (que viria a ser acusado de heresia e prática de magia, e queimado vivo em Toulouse em 1619) questionando a imortalidade da alma. A sua religião, as suas convicções libertinas e a sua homossexualidade, de Viau foi banido de França em 1619, tendo que viajar para Inglaterra.
Em 1622, uma colectânea de poemas licenciosos, "Le Parnasse satyrique", foi publicada com o seu nome, embora muitos dos poemas tivessem outros autores, e de Viau foi acusado pelos Jesuítas em 1623 e condenado a aparecer descalço na Catedral de Notre Dame de Paris e a ser queimado vivo. Como de Viau estava foragido, a sentença foi executada com uma efígie. Quando finalmente foi apanhado, em fuga para Inglaterra, foi encarcerado durante dois anos na Conciergerie, uma prisão de Paris. O julgamento de de Viau originou discussão acalorada nos meios académicos e literários, tendo sido publicados 55 panfletos a favor e contra de Viau. A sentença acabou por ser aliviada para exílio perpétuo e de Viau passou os últimos meses de vida em Chantilly sob a protecção do Duque de Montmorency.
A obra de De Viau inclui uma peça "Les Amours tragiques de Pyrame et Thisbé" (encenada em 1621), que conta a história de Pyramus e Thisbe. Escreveu ainda vários poemas satíricos, sonetos, odes e elegias. O estilo poético de De Viau recusava a lógica das regras classicistsa de François de Malherbe e manteve-se ligada as imagens barrocas e emocionais da Renascença tardia, como na sua ode "Un corbeau devant moi croasse", que descreve uma cena fantástica de trovoada, serpentes e fogo (tal como o quadro de Salvator Rosa). Dois dos seus poemas são petições melancólicas ao rei sobre o tema da sua encarceração e exílio, e este tom de tristeza está também bem marcado na ode "On Solitide" que combina motivos clássicos com uma elegia sobre o poeta no meio de uma floresta.
Théophile de Viau foi redescoberto pelos românticos franceses do século XIX.